# Monument voor de Binnenlandse Strijdkrachten

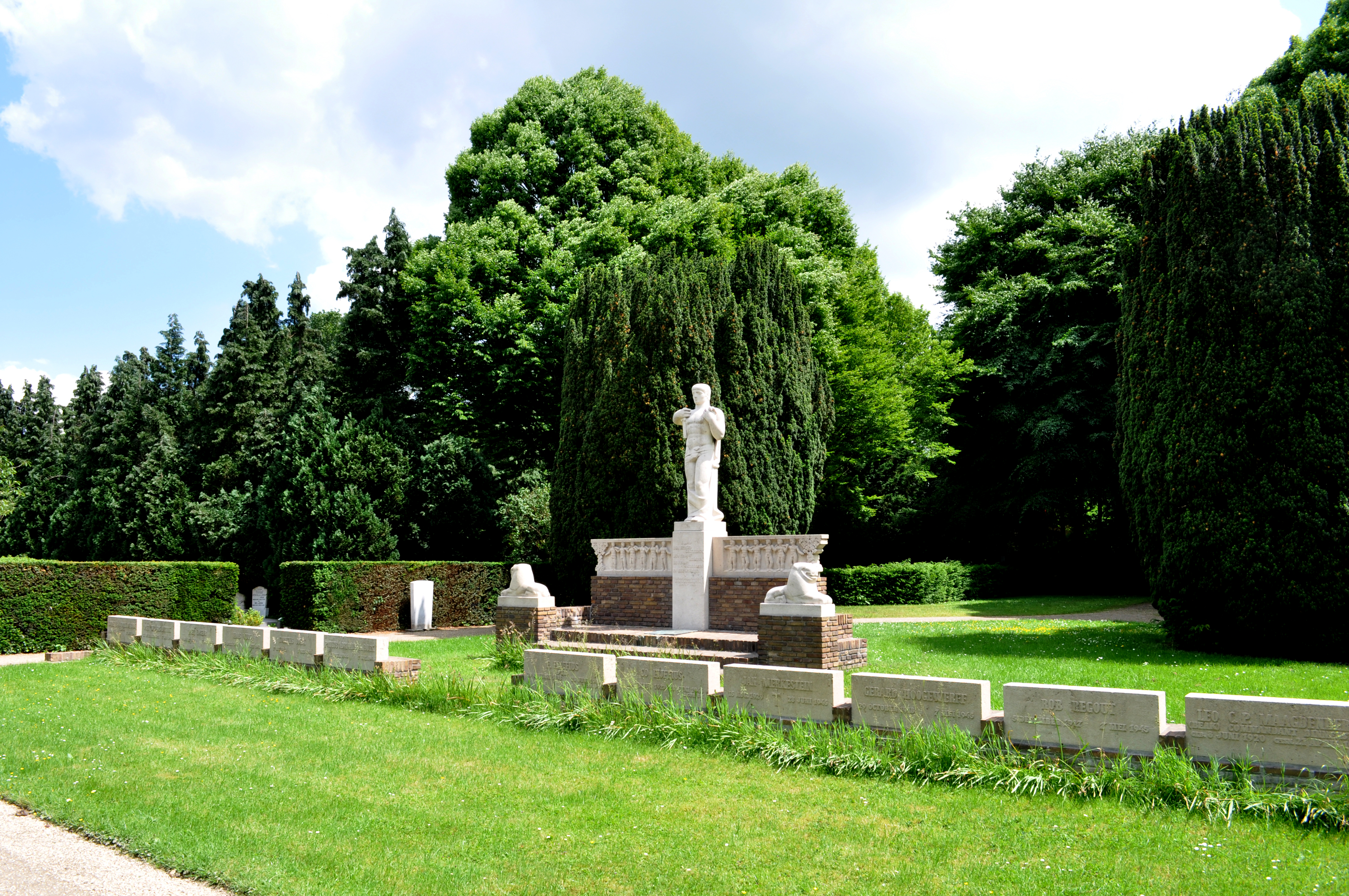
Overzichtsfoto

Het Monument voor de Binnenlandse Strijdkrachten in Utrecht is een monument ter nagedachtenis aan slachtoffers van de Tweede Wereldoorlog.

## Achtergrond
Kort voor de bevrijding van de stad Utrecht vond op 7 mei 1945 bij het rosarium in het Wilhelminapark een schermutseling plaats tussen Duitsers en mensen van de Binnenlandse Strijdkrachten. Tien van de BS'ers kwamen daarbij om. In het park werden op 5 mei 1947 een zwerfsteen en plaquette onthuld. De verzetsstrijders worden bovendien herdacht met het oorlogsmonument op de begraafplaats Tolsteeg. Het monument was de eerste grote opdracht voor de beeldhouwer Jan van Luijn.
Op 6 mei 1947 werd het monument onthuld door prins Bernhard, bevelhebber van de Binnenlandse Strijdkrachten.

## Beschrijving
Het monument staat achter twaalf oorlogsgraven. Centraal figuur is een man op een sokkel, uitgevoerd in vaurion. Aan weerszijden is een bakstenen muurtje gemetseld, waarop een reliëf is geplaatst waarin de twaalf gesneuvelden zijn verbeeld. Aan weerszijden van een lage bordestrap ligt een gebeeldhouwde leeuw op een bakstenen voetstuk.
Op het voetstuk staat een gedicht van Ina Boudier-Bakker: 

DEN STRIJD GESTREDEN
DE TROUW BELEDEN
DEN DOOD ONTGLEDEN
IN EEUWIGHEID

Op een liggende plaquette voor de man staat een gedicht van Adriaan Roland Holst: 

IK ZAL DE HALMEN NIET MEER ZIEN
NOCH BINDEN OOIT DE VOLLE SCHOVEN
MAAR DOE MIJ IN DEN OOGST GELOVEN
WAARVOOR IK DIEN